# Manuel Ciavatta
Manuel Ciavatta, né le 27 décembre 1976, est un homme politique saint-marinais, membre du Parti démocrate-chrétien. Il est capitaine-régent avec Maria Luisa Berti du 1er octobre 2022 au 1er avril 2023.

## Biographie
Ciavatta détient un diplôme en génie civil de l'université de Bologne et un autre en théologie. Il est passionné par l'enseignement et l'éducation et est professeur de physique et de technologie au Centre de formation professionnelle et d'enseignement technique du collège Fonte dell'Ovo.
Il est membre du Parti démocrate-chrétien, où il occupe le poste de secrétaire politique adjoint. Il est membre du Grand Conseil général de 2012 à 2016 et depuis 2019. Le 16 septembre 2022, il est élu capitaine-régent par le Grand Conseil général, avec Maria Luisa Berti, pour la période du 1er octobre 2022 au 1er avril 2023.